# Butyrometer

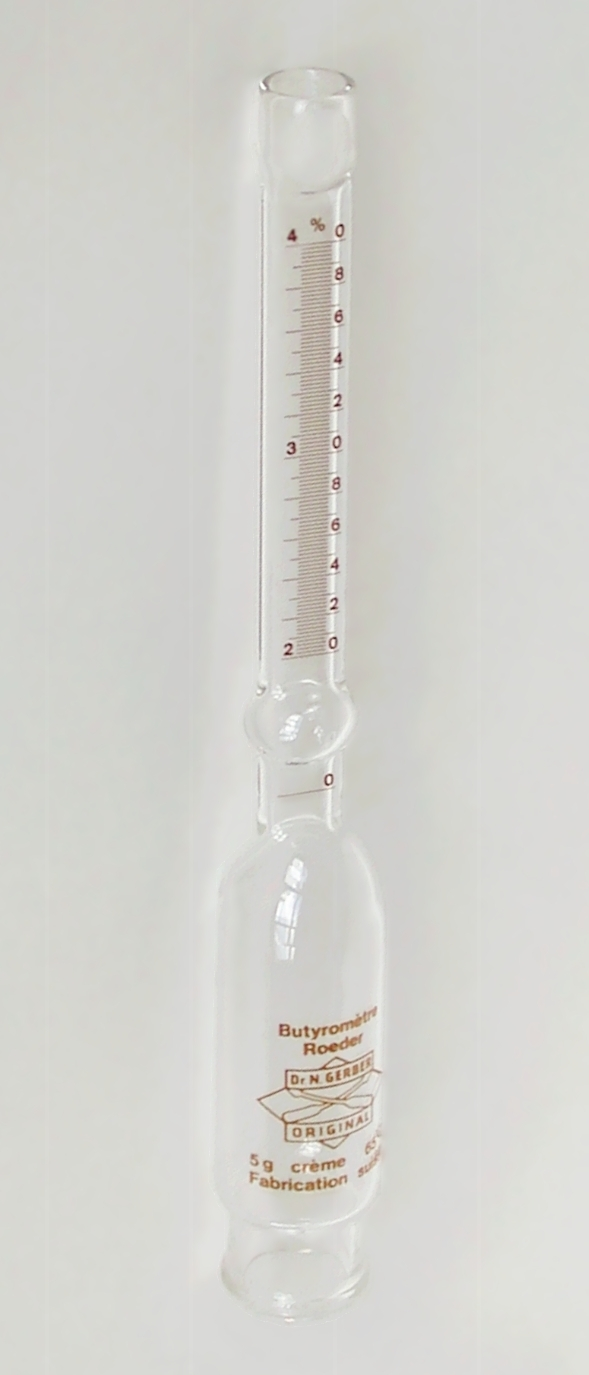
Butyrometer

Butyrometer är en apparat för bestämning av fetthalten i mjölk och mejeriprodukter. Benämningen används ofta för den del av apparaten som innehåller en glasbehållare, där mjölken (mejeriprodukten) blandas med uppmätta delar av koncentrerad svavelsyra och amylalkohol och därefter centrifugeras. Fettet samlas då i apparatens smalare del där fetthalten avläses.
Den använda bestämningsmetoden kallas Gerbers metod, som uppfunnits av den schweiziske kemisten Niklaus Gerber.